# Рамсей, Джеймс, 17-й граф Далхаузи
Джеймс Хьюберт Рамсей, 17-й граф Далхаузи (англ. James Hubert Ramsay, 17th Earl of Dalhousie; родился 17 января 1948 года) — шотландский аристократ и землевладелец, известный как лорд Рамсей с 1950 по 1999 год.

## Биография
Родился 17 января 1948 года. Старший сын Саймона Рамсея, 16-го графа Далхаузи (1914—1999), от его жены Маргарет Элизабет Мэри Стерлинг (1914—1997). Его мать была сестрой пионера SAS и героя Второй мировой войны сэра Дэвида Стерлинга. Далхаузи получил образование в колледже Амплфорт в Северном Йоркшире.
15 июля 1999 года после смерти своего отца, Джеймс Рамсей унаследовал титулы 17-го графа Далхаузи, 17-го лорда Рамсея из Керингтоуна, 18-го лорда Рамсея из Далхаузи и 6-го барона Рамеся из Гленмарка. В 2009 году граф был назначен лордом-стюардом двора Её Величества, после 5-го герцога Аберкорна.
В 2012 году он был назначен командором Почтенного ордена Святого Иоанна (CStJ) в 2012 году. Он вице-лорд-лейтенант Ангуса в Шотландии.
Граф Далхаузи — наследственный глава шотландского клана Рамсей. Его жена, графиня, является покровительницей Королевского Каледонского бала.

## Брак и дети
3 октября 1973 года Джеймс Рамсей женился на Мэрилин Давине Баттер (род. 22 марта 1950), дочери майора сэра Дэвида Генри Баттера и Майры Элис Вернер. У супругов было трое детей:
- Леди Лорна Тереза Рамсей (род. 6 февраля 1975), муж с 2005 года Фергус Лефевр, трое детей
- Леди Элис Магдалина Рамсей (род. 10 августа 1977), муж — Майкл Сэм Дикинсон, один сын
- Саймон Дэвид Рамсей, лорд Рамсей (род. 18 апреля 1981), женат с 2016 года на Кейтлин Мэри Кубински, один сын.

Граф и его семья большую часть года проживают в Лондоне, поскольку граф выполнял королевские обязанности лорда-стюарда двора Её Величества королевы Елизаветы II, а после её смерти недолго был лордом-стюардом двора Его Величества короля Карла III. В противном случае они предпочитают жить в Брехине, поместье в Ангусе, Шотландия, которое находится в семье Мол-Рамсей с XII века и которое открыто для публики на один месяц каждый год.
Замок Далхаузи, крепость XIII века недалеко от Эдинбурга, теперь является роскошным отелем со спа-салоном и соколиной охотой. Большая часть недвижимого имущества семьи была передана в поместья Далхаузи, семейный бизнес, занимающийся сельским хозяйством, сдачей в аренду и лесным хозяйством, включая стрельбу, рыбалку и охоту на оленей. Предприятие обеспечивает работой более 90 человек.